# Dusit Chalermsan
Dusit Chalermsan (en tailandés: ดุสิต เฉลิมแสน; Sakon Nakhon, Tailandia, 22 de abril de 1970) es un exfutbolista y entrenador de fútbol de Tailandia que jugaba en las posiciones de defensa y centrocampista. Actualmente es el entrenador del Kanchanaburi Power FC de la Liga 2 de Tailandia.

## Carrera

### Club
| Periodo   | Club              | Apariciones | Goles |
| --------- | ----------------- | ----------- | ----- |
| 1989–1993 | Police United FC  | 92          | 6     |
| 1994–1999 | BEC Tero Sasana   | 133         | 14    |
| 1999–2001 | Mohun Bagan AC    | 44          | 7     |
| 2001–2002 | BEC Tero Sasana   | 27          | 2     |
| 2003–2007 | Hoang Anh Gia Lai | 89          | 7     |
| 2008      | Police United FC  | 11          | 0     |

### Selección nacional
Jugó para Tailandia en 96 ocasiones de 1996 a 2004 y anotó 14 goles; participó en dos ediciones de la Copa Asiática, en tres ediciones de los Juegos Asiáticos y ganó tres veces el Campeonato de la AFF.

### Entrenador
| Periodo   | Club                  |
| --------- | --------------------- |
| 2008–2009 | Hoang Anh Gia Lai     |
| 2011      | Hoang Anh Gia Lai     |
| 2011      | Sriracha FC           |
| 2012      | PTT Rayong            |
| 2013–2014 | Singhtarua FC         |
| 2015–2016 | Prachuap FC           |
| 2016–2017 | Sisaket FC            |
| 2017–2018 | Trat FC               |
| 2018–2021 | BG Pathum United      |
| 2021      | Rajpracha FC          |
| 2021      | Port FC               |
| 2021–2022 | BG Pathum United      |
| 2022      | Lamphun Warriors FC   |
| 2022–2023 | PT Prachuap FC        |
| 2023–2024 | PT Prachuap FC        |
| 2024–     | Kanchanaburi Power FC |

## Logros

### Jugador
Tailandia
- ASEAN Football Championship (3): 1996, 2000, 2002
- Sea Games (4): 1993, 1995, 1997, 1999
- King's Cup (2): 1994, 2000
- Independence Cup Indonesia (1): 1994

Police Tero
- Thai League 1: 2001–02

Mohun Bagan
- IFA Shield: 1999[1]
- Copa Durand: 2000[1]

Hoang Anh Gia Lai
- V.League 1 (2): 2003, 2004

### Entrenador
BG Pathum United
- Thai League 1: 2020–21
- Thai League 2: 2019

Individual
- Entrenador del mes en la Thai League 1: Setiembre 2020, Noviembre 2020